# Cardigan, Victoria
Cardigan är en del av en befolkad plats i Australien. Den ligger i kommunen Ballarat North och delstaten Victoria, omkring 110 kilometer väster om delstatshuvudstaden Melbourne. Antalet invånare är 647.
Runt Cardigan är det mycket tätbefolkat, med 1 056 invånare per kvadratkilometer.. Närmaste större samhälle är Ballarat, nära Cardigan. 
Runt Cardigan är det i huvudsak tätbebyggt. Genomsnittlig årsnederbörd är 764 millimeter. Den regnigaste månaden är juni, med i genomsnitt 94 mm nederbörd, och den torraste är januari, med 26 mm nederbörd.